# یییانتسه
یییانتسه (به صربی: Ljiljance) یک منطقهٔ مسکونی در صربستان است که در بوجانوواچ واقع شده‌است. یییانتسه ۵۳۵ نفر جمعیت دارد.